# Dekeyseria picta
Dekeyseria picta är en fiskart som först beskrevs av Kner, 1854.  Dekeyseria picta ingår i släktet Dekeyseria och familjen Loricariidae. Inga underarter finns listade i Catalogue of Life.